# Сирень (озеро)
Сирень (каз. Сирень) — пересыхающее озеро в Карабалыкском районе Костанайской области Казахстана. Находится в 3 км к юго-западу от села Первомайское.
По данным топографической съёмки 1958 года, площадь поверхности озера составляет 2,29 км². Наибольшая длина озера — 2,6 км, наибольшая ширина — 1,3 км. Длина береговой линии составляет 8,1 км, развитие береговой линии — 1,49. Озеро расположено на высоте 206,9 м над уровнем моря.